# 數理金融學
金融數學（英語：Financial Mathematics）又称計量金融学（英語：Quantitative Finance）、数学金融学（英語：Mathematical Finance），是專為金融市場而設的应用数学。其本義上與金融經濟學的範疇有密切的關係，然而前者所涉及的領域比較狹隘，理念也比後者抽象。一般而言，若金融經濟學家研究一所企業當前股價的結構性原因，計量金融學家所做的便是利用當前股價作參考，以金融数学理论为基础去計算和数值分析並取得相關衍生工具的公平價格（應值價格），以及风险估算。其核心内容就是研究随机环境下，投资组合、最优选择、资产定价理论。套利、最优与均衡是数理金融学的三大基本思想。

## 涉及計量金融的條目

### 計量工具
- 概率（或然率）
- 概率分布（機率分佈）
  - 對數正態分佈
- 期望值
- 风险价值
- 风险管理
- 随机过程
- 吉尔萨诺夫定理
- 统计模拟方法
- 鞅表述定理
- 费曼－卡茨公式
- 随机偏积分

### 衍生工具定價
- 合理定價假設
  - 风险管理
- 套利定价理论
  - 套利
- 期货
  - 期貨合約定價
- 期权（買賣特權）
  - 沽購平衡（套戥與期貨的關係）
  - Moneyness
  - 期貨時限價值
  - 定價模型
    - Black model
    - 二項式評價模型
    - 必然波幅
      - Volatility smile

    - The Greeks（衍生工具的市場敏感度）
- Interest rate derivatives
  - Short rate model
    - 赫尔-怀特模型（Hull-White model）

  - Brace-Gatarek-Musiela model
  - Heath-Jarrow-Morton framework

### 比較
- 计量经济学
- 極端價值理論
- 物理經濟

## 參照
- 计量经济学
- 金融工程
- 衍生工具
- 金融
- 模型
- 会计学
- 经济学
- 市場學
- 管理学